# Чемпионат России по футболу среди женщин 2005
Чемпионат России по футболу среди женщин 2005 — 14-й сезон Высшего дивизиона в системе женских футбольных лиг России. Сезон начался 4 мая 2005 года и завершился 23 октября 2005 года. Победителем впервые стала Россиянка из Красноармейска, не потерпевшая за сезон ни одного поражения.

## Участники
Сводная статистика участников
учтены матчи завершённых сезонов
без учёта мячей забитых в сериях послематчевых пенальти
с учётом технических результатов
легенда
 — команда была Чемпионом
 — команда была вице-чемпионом
 — команда была бронзовый призёром
| команда      | команда         | сезоны | сезоны          | Результаты выступлений | Результаты выступлений | Результаты выступлений | Результаты выступлений | Результаты выступлений | Результаты выступлений | Результаты выступлений | Результат в сезоне 2004    | Примечания                                                                        |
| наименование | город           | #      | года            | И                      | В                      | Н                      | П                      | ЗМ                     | ПМ                     | РМ                     | Результат в сезоне 2004    | Примечания                                                                        |
| ------------ | --------------- | ------ | --------------- | ---------------------- | ---------------------- | ---------------------- | ---------------------- | ---------------------- | ---------------------- | ---------------------- | -------------------------- | --------------------------------------------------------------------------------- |
| Чертаново    | Москва          | 13     | 1992—2004       | 256                    | 96                     | 46                     | 114                    | 337                    | 396                    | -59                    | Высший дивизион, 6-е место | СКИФ (Малаховка) (1992) СКИФ-Фемина (Малаховка) (1993) Чертаново-СКИФ (1994—1996) |
| Лада         | Тольятти        | 11     | 1994—2004       | 210                    | 115                    | 31                     | 64                     | 437                    | 277                    | +160                   | Высший дивизион, 1-е место |                                                                                   |
| Рязань-ВДВ   | Рязань          | 7      | 1997—2003       | 126                    | 85                     | 13                     | 28                     | 350                    | 119                    | +231                   | —                          | ВДВ (1997—1999) Рязань-ТНК (2000—2003)                                            |
| Спартак      | Москва          | 3      | 1992, 2001—2002 | 68                     | 22                     | 8                      | 38                     | 53                     | 114                    | -61                    | —                          | Спартак-Преображение (1992)                                                       |
| Надежда      | Ногинск         | 3      | 2002—2004       | 50                     | 18                     | 10                     | 22                     | 49                     | 59                     | -10                    | Высший дивизион, 4-е место |                                                                                   |
| Россиянка    | Красноармейск   | 1      | 2004            | 18                     | 9                      | 5                      | 4                      | 33                     | 20                     | +13                    | Высший дивизион, 2-е место |                                                                                   |
| Приалит      | Реутов          | —      | —               | —                      | —                      | —                      | —                      | —                      | —                      | —                      | Первый дивизион, 2-е место | дебютант                                                                          |
| Нева         | Санкт-Петербург | —      | —               | —                      | —                      | —                      | —                      | —                      | —                      | —                      | Первый дивизион, 3-е место | дебютант                                                                          |

1. ↑  не учтён сезон 2004 года: «Рязань-ВДВ» (носившая название «Рязань-ТНК») провела 2 матча и снялась с розыгрыша

Команды Высшего дивизиона 2004:
- бронзовый призёр «Энергия» (Воронеж) по финансовым причинам заявилась в Первый дивизион 2005.
- ЦСК ВВС (Самара) и «Ника» (Нижний Новгород) в связи с финансовыми трудностями прекратили существование в межсезонье.
- Снявшаяся с соревнований по финансовым причинам в сезоне 2004 «Рязань-ТНК» сменила название на «Рязань-ВДВ».

Снявшийся в Высшем дивизионе 2002 «Спартак», вернулся в Высший дивизион, поскольку руководство спортивного общества «Спартак» к 70-летию общества заявлялось во все командные соревнования.
Чемпион Первого дивизиона 2004 казахстанский клуб «Алма-КТЖ» не имел права играть в следующем Чемпионате России, поэтому на повышение вышли «Приалит» и «Нева», занявшие 2 и 3 места.

## Регламент
Чемпионат в четвертый раз прошел в два этапа (после сезонов 1999, 2001 и 2004).
На Предварительном этапе 8 команд сыграли каждая с каждой в два круга (дома и в гостях). На Финальном этапе первые 4 команды Предварительного этапа сыграли каждая с каждой в два круга (дома и в гостях) и с учетом всех набранных очков определили чемпиона, а последние 4 команды боролись за 5-е место.

## Турнирная таблица

### Предварительный этап
4 мая — 16 августа
| Поз | Команда                   | И  | В | Н | П  | МЗ | МП | РМ  | О  | Квалификация или выбывание         |
| --- | ------------------------- | -- | - | - | -- | -- | -- | --- | -- | ---------------------------------- |
| 1   | Россиянка (Красноармейск) | 14 | 9 | 5 | 0  | 51 | 12 | +39 | 32 | Выход в Финальный этап (1-4 места) |
| 2   | Лада (Тольятти)           | 14 | 9 | 2 | 3  | 46 | 17 | +29 | 29 | Выход в Финальный этап (1-4 места) |
| 3   | Надежда (Ногинск)         | 14 | 8 | 5 | 1  | 35 | 9  | +26 | 29 | Выход в Финальный этап (1-4 места) |
| 4   | Рязань-ВДВ (Рязань)       | 14 | 8 | 4 | 2  | 47 | 12 | +35 | 28 | Выход в Финальный этап (1-4 места) |
| 5   | Спартак (Москва)          | 14 | 6 | 2 | 6  | 34 | 23 | +11 | 20 | Выход в Финальный этап (5-8 места) |
| 6   | Приалит (Реутов)          | 14 | 4 | 2 | 8  | 29 | 45 | -16 | 14 | Выход в Финальный этап (5-8 места) |
| 7   | Чертаново (Москва)        | 14 | 2 | 0 | 12 | 10 | 75 | -65 | 6  | Выход в Финальный этап (5-8 места) |
| 8   | Нева (Санкт-Петербург)    | 14 | 0 | 0 | 14 | 10 | 69 | -59 | 0  | Выход в Финальный этап (5-8 места) |

### Финальный этап

#### Турнир за 1 место
19 августа - 23 октября
| Поз | Команда                   | И  | В  | Н | П | МЗ | МП | РМ  | О  | Квалификация или выбывание        |
| --- | ------------------------- | -- | -- | - | - | -- | -- | --- | -- | --------------------------------- |
|     | Россиянка (Красноармейск) | 20 | 14 | 6 | 0 | 64 | 17 | +47 | 48 | Квалификационный раунд Кубка УЕФА |
|     | Лада (Тольятти)           | 20 | 13 | 3 | 4 | 59 | 24 | +35 | 42 |                                   |
|     | Надежда (Ногинск)         | 20 | 9  | 6 | 5 | 39 | 20 | +19 | 33 |                                   |
| 4   | Рязань-ВДВ (Рязань)       | 20 | 8  | 5 | 7 | 54 | 26 | +28 | 29 |                                   |

#### Турнир за 5 место
19 августа - 15 октября
| Поз | Команда                | И  | В  | Н | П  | МЗ | МП | РМ  | О  | Квалификация или выбывание |
| --- | ---------------------- | -- | -- | - | -- | -- | -- | --- | -- | -------------------------- |
| 5   | Спартак (Москва)       | 20 | 11 | 3 | 6  | 58 | 23 | +35 | 36 |                            |
| 6   | Приалит (Реутов)       | 20 | 7  | 3 | 10 | 36 | 48 | -12 | 24 |                            |
| 7   | Чертаново (Москва)     | 20 | 5  | 0 | 15 | 18 | 87 | -69 | 15 |                            |
| 8   | Нева (Санкт-Петербург) | 20 | 0  | 0 | 20 | 11 | 94 | -83 | 0  | отказ                      |

1. ↑  «Нева» должна была выступать в Первом дивизионе 2006, но прекратила выступления в большом футболе

## Результаты матчей
| Команда                   | Россиянка | Лада | Надежда | Рязань-ВДВ | Спартак | Приалит | Чертаново | Нева |
| ------------------------- | --------- | ---- | ------- | ---------- | ------- | ------- | --------- | ---- |
| Россиянка (Красноармейск) |           | 2:1  | 2:2     | 1:1        | 1:1     | 3:1     | 12:1      | 8:1  |
| Россиянка (Красноармейск) | 1:1       | 2:1  | 3:1     | —          | —       | —       | —         |      |
| Лада (Тольятти)           | 1:2       |      | 1:1     | 2:2        | 4:1     | 6:1     | 5:2       | 9:2  |
| Лада (Тольятти)           | 1:3       | 4:0  | 2:1     | —          | —       | —       | —         |      |
| Надежда (Ногинск)         | 1:1       | 0:2  |         | 1:0        | 2:0     | 4:0     | 5:0       | 8:0  |
| Надежда (Ногинск)         | 0:1       | 0:2  | 1:0     | —          | —       | —       | —         |      |
| Рязань-ВДВ (Рязань)       | 1:1       | 1:2  | 0:0     |            | 1:0     | 5:2     | 12:2      | 9:0  |
| Рязань-ВДВ (Рязань)       | 1:3       | 2:3  | 2:2     | —          | —       | —       | —         |      |
| Спартак (Москва)          | 1:3       | 2:1  | 0:3     | 1:3        |         | 7:1     | 8:0       | 3:0  |
| Спартак (Москва)          | —         | —    | —       | —          | 1:0     | 5:0     | 11:0      |      |
| Приалит (Реутов)          | 0:8       | 0:2  | 3:3     | 0:2        | 2:2     |         | 3:0       | 2:1  |
| Приалит (Реутов)          | —         | —    | —       | —          | 0:0     | 3:0     | 3:0       |      |
| Чертаново (Москва)        | 0:5       | 0:3  | 0:3     | 0:4        | 1:4     | 0:9     |           | 2:1  |
| Чертаново (Москва)        | —         | —    | —       | —          | 0:3     | 2:1     | 4:0       |      |
| Нева (Санкт-Петербург)    | 0:2       | 1:7  | 0:2     | 0:6        | 1:4     | 2:5     | 1:2       |      |
| Нева (Санкт-Петербург)    | —         | —    | —       | —          | 0:4     | 0:1     | 1:2       |      |

 Домашняя победа  •  Ничья •  Домашнее поражение

## Статистика чемпионата

### Лучшие бомбардиры чемпионата
| Место | Игрок             | Клуб       | Голы |
| ----- | ----------------- | ---------- | ---- |
| 1     | Ольга Летюшова    | Россиянка  | 27   |
| 2     | Олеся Курочкина   | Надежда    | 15   |
| 3     | Наталья Барбашина | Россиянка  | 14   |
| 3     | Светлана Фришко   | Спартак    | 14   |
| 3     | Ольга Кремлева    | Лада       | 14   |
| 6     | Елена Данилова    | Рязань-ВДВ | 13   |
| 7     | Лилия Васильева   | Спартак    | 12   |
| 7     | Лариса Савина     | Лада       | 12   |

### Все голы чемпионата
| «Россиянка» · 64 | «Лада» · 59 | «Надежда» · 39 | «Рязань-ВДВ» · 54 | «Спартак» · 58 | «Приалит» · 36 | «Чертаново» · 18                                                                             | «Нева» · 11 |
| --- | --- | --- | --- | --- | --- | -------------------------------------------------------------------------------------------- | --- |
| 27-Ольга Летюшова 14-Наталья Барбашина 6-Татьяна Верезубова 6-Наталья Мокшанова 3-Татьяна Скотникова 2-Оксана Шмачкова 1-Кристина Анохина 1-Анна Кожникова 1-Ольга Петрова 1-Ольга Сергаева 1-Присцила 1-Светлана Цидикова | 14-Ольга Кремлева 12-Лариса Савина 8-Валентина Савченкова 8-Татьяна Чёрная 3-Наталья Русских 3-Наталья Рыжевич 2-Ирина Воскресенская 2-Анна Костраба 2-Ольга Порядина 2-Марина Лис 1-Светлана Зангиева 1-Марина Коломиец | 15-Олеся Курочкина 5-Мария Дробот 4-Анастасия Слонова 3-Оксана Титова 3-Екатерина Шемякина 2-Юлия Исаева 2-Елена Цуркан 1-Ольга Васильева 1-Елена Лисачева 1-Жанна Санина 1-Татьяна Сергиенко | 13-Елена Данилова 11-Людмила Кузнецова 9-Наталья Зинченко 7-Елена Морозова 4-Елена Терехова 2-Дарья Апанащенко 2-Анастасия Костюкова 2-Людмила Лемешко 2-Светлана Подхолзина 2-Светлана Седакова | 15-Светлана Фришко 13-Лилия Васильева 9-Елена Фомина 6-Екатерина Сочнева 4-Екатерина Попова 3-Галина Комарова 3-Ксения Цыбутович 1-Светлана Асташова 1-Александра Гомозова 1-Ирина Григорьева 1-Ирина Лагунова 1-Марина Примак | 9-Анна Кожникова 6-Кристина Анохина 4-Ольга Карасёва 4-Юлия Талащенко 3-Анна Астапенко 3-Ольга Пешина 2-Ольга Астафьева 1-Олеся Машина 1-Ирина Миронова 1-Лина Рабах 1-Яна Фомина 1-Надежда Харченко | 7-Елена Макаренко 4-Наталья Плешакова 4-Валентина Светлова 2-Мария Зайцева 1-Елена Леонтьева | 3-Светлана Хватова 3-Татьяна Четчуева 2-Евгения Прапорщикова 1-Любовь Комарова 1-Светлана Ненашкина 1-Анна Скиперских |
| автогол | | | | | |                                                                                              | |
| | 1-Лина Рабах «Приалит» | 1-Наталья Перцева «Приалит» | | | |                                                                                              | |

За две команды голы забивали Анна Кожникова («Приалит»/«Россиянка»), Кристина Анохина («Приалит»/«Россиянка»).

### Рекорды сезона
- Самая крупная победа хозяев (+11): 12:1 в матче «Россиянка»—«Чертаново», 5 августа, 11:0 в матче «Спартак»—«Нева», 12 октября
- Самая крупная победа гостей (+8): 0:8 в матче «Приалит»—«Россиянка», 26 июня
- Наибольшее количество забитых мячей в одном матче (14): 12:2 в матче «Рязань-ВДВ»—«Чертаново», 7 июня
- Наибольшее количество голов, забитых одной командой в матче (12):12:1 в матче «Россиянка»—«Чертаново», 5 августа, 12:2 в матче «Рязань-ВДВ»—«Чертаново», 7 июня
- Самый популярный счёт (2:1): 11 раз (13,75% от всех матчей)

## 33 лучших игрока сезона
По итогам турнира традиционно определили 33 лучших футболисток сезона 2005. Кроме того, лучшей футболисткой сезона была признана Ольга Летюшова («Россиянка»).
| Позиция | Вратарь                    | Защитники                  | Защитники                   | Защитники                      | Защитники                    | Полузащитники               | Полузащитники                 | Полузащитники                  | Полузащитники                  | Нападающие                    | Нападающие                 |
| Позиция | Вратарь                    | ПЗ                         | ЦЗП                         | ЦЗЗ                            | ЛЗ                           | ПЗ                          | ЦП                            | ЦППН                           | ЛП                             | Правый                        | Левый                      |
| ------- | -------------------------- | -------------------------- | --------------------------- | ------------------------------ | ---------------------------- | --------------------------- | ----------------------------- | ------------------------------ | ------------------------------ | ----------------------------- | -------------------------- |
| 1       | Эльвира Тодуа (Рязань-ВДВ) | Ольга Сергаева (Россиянка) | Марина Буракова (Надежда)   | Татьяна Чёрная (Лада)          | Оксана Шмачкова (Россиянка)  | Елена Морозова (Рязань-ВДВ) | Наталья Барбашина (Россиянка) | Татьяна Скотникова (Россиянка) | Татьяна Верезубова (Россиянка) | Елена Данилова (Рязань-ВДВ)   | Ольга Летюшова (Россиянка) |
| 2       | Мария Пигалёва (Россиянка) | Ксения Цыбутович (Спартак) | Татьяна Егорова (Россиянка) | Марина Примак (Спартак)        | Олеся Трунтаева (Лада)       | Галина Комарова (Спартак)   | Елена Фомина (Спартак)        | Валентина Савченкова (Лада)    | Елена Терехова (Рязань-ВДВ)    | Ольга Кремлева (Лада)         | Олеся Курочкина (Надежда)  |
| 3       | Елена Морозова (Лада)      | Елена Жихарева (Надежда)   | Елена Шевцова (Лада)        | Наталья Филиппова (Рязань-ВДВ) | Татьяна Зайцева (Рязань-ВДВ) | Ирина Воскресенская (Лада)  | Елена Цуркан (Надежда)        | Наталья Зинченко (Рязань-ВДВ)  | Екатерина Шемякина (Надежда)   | Наталья Мокшанова (Россиянка) | Лариса Савина (Лада)       |